# Piotrków Pierwszy
Piotrków Pierwszy es una villa polaca atravesada por el Río Czerniejówka que cuenta con una población de aproximadamente 2.000 habitantes. 

Esta villa fue fundada en el siglo XIV. Para llegar se puede utilizar lacarreteras regionales 835 y 836.
Entre 1388 obtuvo los derechos de la ley de Magdeburgo, por rey Vladislao II Jagiełło
- Datos: Q2096417
- Multimedia: Piotrków Pierwszy / Q2096417

1. ↑  Worldpostalcodes.org,código postal n.º 23-114.